# Ligne de Gênes à Vintimille
La ligne de Gênes à Vintimille est une ligne ferroviaire qui relie Gênes à Vintimille en longeant la mer Méditerranée. Malgré son importance, elle est à voie unique sur de nombreuses sections de son parcours en raison du relief défavorable. Son doublement est en cours sur certaines sections de la ligne mais nécessite la construction de nombreux tunnels.

## Une réutilisation de l'ancienne ligne
En novembre 2008 la section entre Bordighera et San Lorenzo, a été transformée en voie verte sur 24 km. Un projet d'extension jusqu'à Finale Ligure Marina soit 70 km est prévu dès le doublement de la section entre San Lorenzo et Finale Ligure Marina ,.